# Perjel
A perjel vagy prior – női rend esetében perjelnő vagy priorissza – a római katolikus egyházban a szerzetesrend egy kolostorának vezetője; az apátnál alacsonyabb rang. Az eredeti latin prior szó jelentése „korábbi, első” (a perjel esetében: „rangban első, elöljáró”). Néhány szerzetesrendnél, például a Benedek-rendnél a perjel fölött áll a magasabb rangú apát. A perjelt egyes rendeknél prépostnak, rektornak, gvárdiánnak is nevezik.